# Tadeusz Kifner
Tadeusz Kifner (ur. 7 grudnia 1973 w Gdańsku) – autor książek i publicysta z zakresu informatyki, bezpieczeństwa i ochrony informacji oraz zarządzania informatyką. Certyfikowany Audytor Systemów Informatycznych CISA oraz Certyfikowany Ekspert w zarządzaniu IT, CGEIT (Certified in the Governance of Enterprise IT) - tytuły nadane przez stowarzyszenie Information Systems Audit and Control Association, ISACA. Rzeczoznawca Polskiego Towarzystwa Informatycznego. Certyfikowany Menedżer Usług Informatycznych ITIL (Manager's Certificate in IT-Service Management). 
Pod koniec lat 90. XX w. redaktor naczelny magazynu franciszkańskiego Brat. Współautor komputerowego systemu edukacyjnego Akupunktura korporalna nagrodzonego srebrnym medalem na Międzynarodowej Wystawie Wynalazków Innowacje 99 w Gdyni. Od 1999 roku partner wiodący w firmie DOBIS.
Bibliografia:
- Tadeusz Kifner: Polityka bezpieczeństwa i ochrony informacji. Gliwice: HELION, 1999. ISBN 83-7197-187-7. Brak numerów stron w książce
- Tadeusz Kifner: Komputer w przedsiębiorstwie. Praca w biurze. Gdańsk: ODDK, 1997. Brak numerów stron w książce
- Tadeusz Kifner: Komputer w przedsiębiorstwie. Urządzenia biurowe. Gdańsk: ODDK, 1997. ISBN 83-7187-000-0. Brak numerów stron w książce
- Tadeusz Kifner: Komputer w przedsiębiorstwie. Pierwsze kroki. Gdańsk: ODDK, ca 1995. ISBN 83-86514-10-8. Brak numerów stron w książce